# Les Matchboxx
Les Matchboxx est un groupe musical français actif de 1996 à 2003,.

## Biographie
Les Matchboxx se forment en 1996. Après un premier maxi 6 titres (Le Chemin de la route) autoproduit en 1997, ils invitent notamment le chanteur Dave à participer à leur premier album, Une carrière en plomb, sorti en 1999 sur le label Musisoft. Il s’ensuit alors une série de concerts parisiens et une tournée hexagonale.
Ils signent en 2002 le générique de fin du deuxième volet du documentaire d'Yves Jeuland Bleu, blanc, rose (ou trente ans de lutte homosexuelle) avec une chanson intitulée Toutes les filles et les garçons. En 2003, ils écrivent et interprètent Quand vient le petit matin sur l’album-livre-disque pour enfants des Ogres de Barback, La Pittoresque Histoire de Pitt Ocha. C’est la dernière chanson que le trio enregistre puisqu'ils se séparent à la fin de cette année.

## Formation
- Claire Deligny : basse, chant
- David Courtin : chant
- Benoît Bonté : synthétiseurs, machines

## Discographie

### EP
- 1997 : Le Chemin de la route (autoproduction)
- 1998 : Le Twist (avec Les Nonnes Troppo) (autoproduction)
- 1999 : La Guerre du bonjour (Moby Dick/Next Music)
- 1999 : Fauché comme toi (Moby Dick/Next Music)
- 1999 : Le Twist (99) (avec Dave) (Musisoft)
- 2019 : Inédits 2003 (Musimouille)
- 2020 : Une fille et deux garçons (Musimouille)

### LP
- 1999 : Une carrière en plomb (Moby Dick/Next Music) - CD
- 2015 : Le chemin de la route (Musimouille) - réédition vinyle du 1er EP + bonus
- 2019 : Une carrière en plomb (Musimouille) - réédition vinyle

### Compilations
- 1999 : La Compil' du Caveau (M Label / Next Music)
- 1999 : Rock'n'Folk Radio Show (Rock'n'Folk / XIII bis Records)
- 2002 : Dellys Bar French Rock Sessions (M Label / Next Music)
- 2003 : Pression Live.Com - La Compil (Ideactif)
- 2003 : Miss Lounge Universe (Rambling Records) - distribution au Japon uniquement

### Participation
- 2003 : album La Pittoresque Histoire de Pitt Ocha des Ogres de Barback (Irfan) - écriture et interprétation du titre Quand vient le petit matin

## Filmographie
- 1999 : Fauché comme toi (Double Lune / Next Music)